# Štefan Závodník
Štefan Závodník (Horná Poruba, 2 settembre 1813 – Pružina, 12 febbraio 1885) è stato un presbitero, linguista, patriota e apicoltore slovacco.

## Biografia
Dalla natia Horná Poruba nel 1820 si trasferì a Trenčianske Stankovce. Frequentò la scuola elementare e i primi anni di liceo a Trenčín. Nel 1830 entrò al seminario di Nitra. Nel 1836 fu ordinato presbitero.
Dal 1836 fu viceparroco in diversi luoghi e dal 1841 esercitò il suo ministero a Veľká Divina, dove in seguito divenne parroco. Già a Veľká Divina si dedicò all'educazione e all'istruzione dei fanciulli e dei giovani e approfondì la conoscenza delle lingue straniere. Era anche pedagogo per la famiglia Čák che risiedeva nel castello di Budatín e aveva accesso alla fornitissima biblioteca privata. Con i suoi allievi intraprese viaggi in diversi paesi europei, in cui ebbe modo di allargare le sue conoscenze linguistiche. Si può trovare nella mentalità di Štefan Závodník una vicinanza alle posizioni di Anton Bernolák e in particolare di Juraj Fándly.
Come attivista della lotta all'alcolismo nel 1843 visitò la Slesia e la Galizia, dove si interessò dell'organizzazione delle attività associative. Nel 1844 fondò a Veľká Divina sulla base delle conoscenze acquisite una "Società della sobrietà" (Spolok striezlivosti), la prima associazione di questo tipo in tutto il Regno d'Ungheria. Insisteva sempre con i suoi parrocchiani, perché smettessero di bere smodatamente e li esortava al miglioramento della loro situazione economica e morale, attraverso una vita di sobrietà. Nel 1847 divenne presidente della Società centrale della sobrietà (Centrálna spolka striezlivosti), che coordinava tutte le associazioni locali della Slovacchia.
Durante la rivoluzione del 1848 e del 1849 per fuggire alla persecuzione lasciò la Slovacchia e si rifugiò in diversi luoghi: Cieszyn, Olomouc, Praga, Vienna, Breslavia, Dresda. Nel dicembre del 1850 Závodník giunse a Pružina. Anche qui si dedicò alla lotta contro l'alcolismo e nel 1851 fondò un'associazione locale per la sobrietà. Di quanto questa non fosse una battaglia semplice dà testimonianza uno scritto di un cronista di Pružina: ”Fondò la società del Rosario, i cui soci giurarono di non bere più alcol. Alcuni imbroglioni aggirarono il giuramento versando il liquore in un piatto, intingendovi il pane e mangiando questa zuppa con il cucchiaio, per "evitare" di bere.” Závodník si interessò anche al miglioramento delle condizioni materiali del villaggio e nel 1851 fondò a Pružina un centro per gli innesti dove si selezionavano e miglioravano le varietà degli alberi da frutto (ciliegi, amareni, prugni, peri e meli).
Oltre a questo nella nuova parrocchia decise di risolvere rapidamente il problema dell'istruzione. Aprì nuove scuole a Ďurďové, Briestenné, una frazione di Pružina, e Visolaje. Fra i giovani studenti, si impegnò come autore di pezzi teatrali, in cui anche lui recitava. Al terzo anno della sua attività a Pružina si accinse a restaurare la malandata chiesa parrocchiale. Costruì un nuovo altare laterale, dove collocò una statua della Pietà del primo barocco. Comprese il disagio degli abitanti di Mojtín, un villaggio distante che però ricadeva sotto la sua parrocchia. Nel 1854 propose di erigere a Mojtín una nuova parrocchia indipendente. Nel 1855 volle far erigere davanti alla chiesa di Pružina un obelisco di pietra in onore del più anziano soldato del mondo Ladislav Gábriš Škultéty, nativo di Mojtín.
E nonostante il parere inizialmente negativo della Curia vescovile di Nitra nel 1867 Závodník pose la prima pietra di una chiesa a unica navata con due torri a Mojtín, il 3 ottobre 1875 Závodník consacrò la nuova chiesa. Per merito di Štefan Závodník fu stabilita una stazione di posta a Beluša nel 1867; nel 1879 a Pružina l'ufficio postale, la cassa di risparmio e il monte di pietà. Il 18 maggio 1860 Augustín Roskoványi vescovo di Nitra benedisse la prima pietra del Calvario di Pružina. Nello stesso 1860 Závodník divenne decano del distretto di Pružina e ispettore scolastico del decanato. Costruì altre tre cappelle nella sua parrocchia negli anni 1870.
Durante gli anni della rivoluzione Závodník si mantenne in contatto con i principali patrioti slovacchi e fu disposto ad offrire un rifugio allo stesso Ľudovít Štúr. Prese parte a tutte le adunate nazionali. Il 9 e 10 agosto partecipò alla quarta assemblea dell'associazione Tatrín alla parrocchia di Čachtice, in cui si decise all'unanimità di stabilire la lingua slovacca letteraria sulla base dei dialetti della Slovacchia centrale. Il 7 giugno 1861 Závodník intervenne alla riunione di preparazione del Memorandum della nazione slovacca a Turčiansky Sväty Martin e fu membro della delegazione, che il 27 giugno 1861 presentò lo stesso Memorandum a Pest.
Nel periodo della Matica slovenská e in quello successivo Štefan Závodník fu uno dei membri più attivi nonché vicepresidente della Società di Sant'Adalberto. Dopo la morte di Karol Kuzmány fu eletto alla vicepresidenza della Matica slovenská. Collaborò anche alla fondazione del liceo slovacco di Kláštor pod Znievom voluta da Ján Országh.
Collaborò con Ľudovít Štúr alla redazione dei giornali Slovenské národné noviny e Orol Tatranský e con Jozef Miloslav Hurban a Slovenské pohľady. Scrisse una moltitudine di pubblicazioni scientifiche, poesie e articoli occupandosi soprattutto dei temi dell'istruzione e della religione. Per l'esposizione universale di Vienna del 1873, Závodník fu uno di coloro che si impegnarono nell'allestimento e ricevette un diploma d'onore e una medaglia.
Negli ultimi anni della sua vita soffrì di reumatismi.

## L'apicoltura
Per iniziativa di Štefan Závodník il 12 luglio 1869 i primi apicoltori della Slovacchia occidentale si riunirono nella parrocchia di Pružina e fondarono la "Società degli apicoltori slovacchi nell'Alta Ungheria". Nella prima riunione elessero anche il comitato provvisorio della società, presieduto da Závodník. Con Ján Čajda scrisse il primo manuale di apicoltura in slovacco Včelár na Slovensku ("L'apicoltore in Slovacchia").

## Opere
- 1846, Škola ďeďinská alebo spôsob ľahkého uvedenia škôl dedinských ("La scuola del villaggio ovvero il modo di mettere facilmente in esercizio le scuole di villaggio"), Banská Bystrica.
- 1846, Žalospev na smrť Jeho svjatosťi pápeža Gregora XVI ("Canto funebre in morte di Sua Santità papa Gregorio XVI"), Banská Bystrica.
- 1847, Hlas pastírskí ("La voce del pastore"), Bratislava.
- Štefan Závodník e Ján Čajda, 1871, Včelár na Slovensku ("L'apicoltore in Slovacchia"), Martin.
- 1872, Báseň, ktorú ku cti včelárom... ("Poesia, che onora l'apicoltore...") Nitra.
- 1884, Radostný ples... ("Ballo gioioso..."),  Martin.